# Équipe de Nouvelle-Zélande de rugby à XV à la Coupe du monde 1987
L'équipe de Nouvelle-Zélande remporte la première édition de la coupe du monde de rugby à XV en 1987, coorganisée par la Nouvelle-Zélande et l'Australie.
les All Blacks, dirigés par l'ancien international et capitaine néo-zélandais Brian Lochore battent en finale l'équipe de France sur le score de 29 à 9. Ils survolent cette édition en ne concédant que 52 points et en marquant 43 essais en six rencontres.

## Les joueurs de la coupe du monde 1987
Les joueurs ci-après ont joué pendant la coupe du monde 1987. Les noms en gras indiquent les joueurs qui ont joué la finale.

### Première Ligne
- Sean Fitzpatrick (talonneur)
- Steve Mc Dowell
- John Drake
- Richard Loe

### Deuxième Ligne
- Gary Whetton
- Murray Pierce
- Albert Anderson (en)

### Troisième Ligne
- Michael Jones
- Alan Whetton
- Buck Shelford
- Zinzan Brooke
- Andy Earl
- Mark Brooke-Cowden

### Demi de mêlée
- David Kirk (capitaine)

### Demi d’ouverture
- Grant Fox

### Trois-quarts centre
- Warwick Taylor
- Joe Stanley
- Bernie McCahill

### Trois-quarts aile
- John Kirwan
- Craig Green
- Terry Wright

### Arrière
- John Gallagher
- Kieran Crowley

## Meilleurs réalisateurs
- Grant Fox : 126 points
- Craig Green : 28 points
- John Kirwan : 28 points
- David Kirk : 20 points
- Alan Whetton : 20 points
- John Gallagher: 20 points